# Haemulon aurolineatum
Haemulon aurolineatum är en fiskart som beskrevs av Cuvier, 1830. Haemulon aurolineatum ingår i släktet Haemulon och familjen Haemulidae. Inga underarter finns listade i Catalogue of Life.